# Leptodactylus labrosus
Leptodactylus labrosus là một loài ếch thuộc họ Leptodactylidae.
Loài này có ở Ecuador và Peru.
Môi trường sống tự nhiên của chúng là rừng khô nhiệt đới hoặc cận nhiệt đới, vùng cây bụi ẩm khu vực nhiệt đới hoặc cận nhiệt đới, sông ngòi, đầm nước ngọt, đầm nước ngọt có nước theo mùa, và kênh đào và mương rãnh.
Chúng hiện đang bị đe dọa vì mất môi trường sống.